# Pöttelsdorf
Pöttelsdorf (węg. Petőfalva) – gmina w Austrii, w kraju związkowym Burgenland, w powiecie Mattersburg. Liczy 715 mieszkańców (1 stycznia 2014).